# الدوري النمساوي 1983–84
الدوري النمساوي الممتاز 1983–84 (بالألمانية: Österreichische Fußballmeisterschaft 1983/84)‏ هو الموسم 73 من بوندسليغا النمسا لكرة القدم. أشرف على تنظيمه اتحاد النمسا لكرة القدم، وكان عدد الأندية المشاركة فيه 16، وفاز فيه أوستريا فيينا.